# مسرح العبث

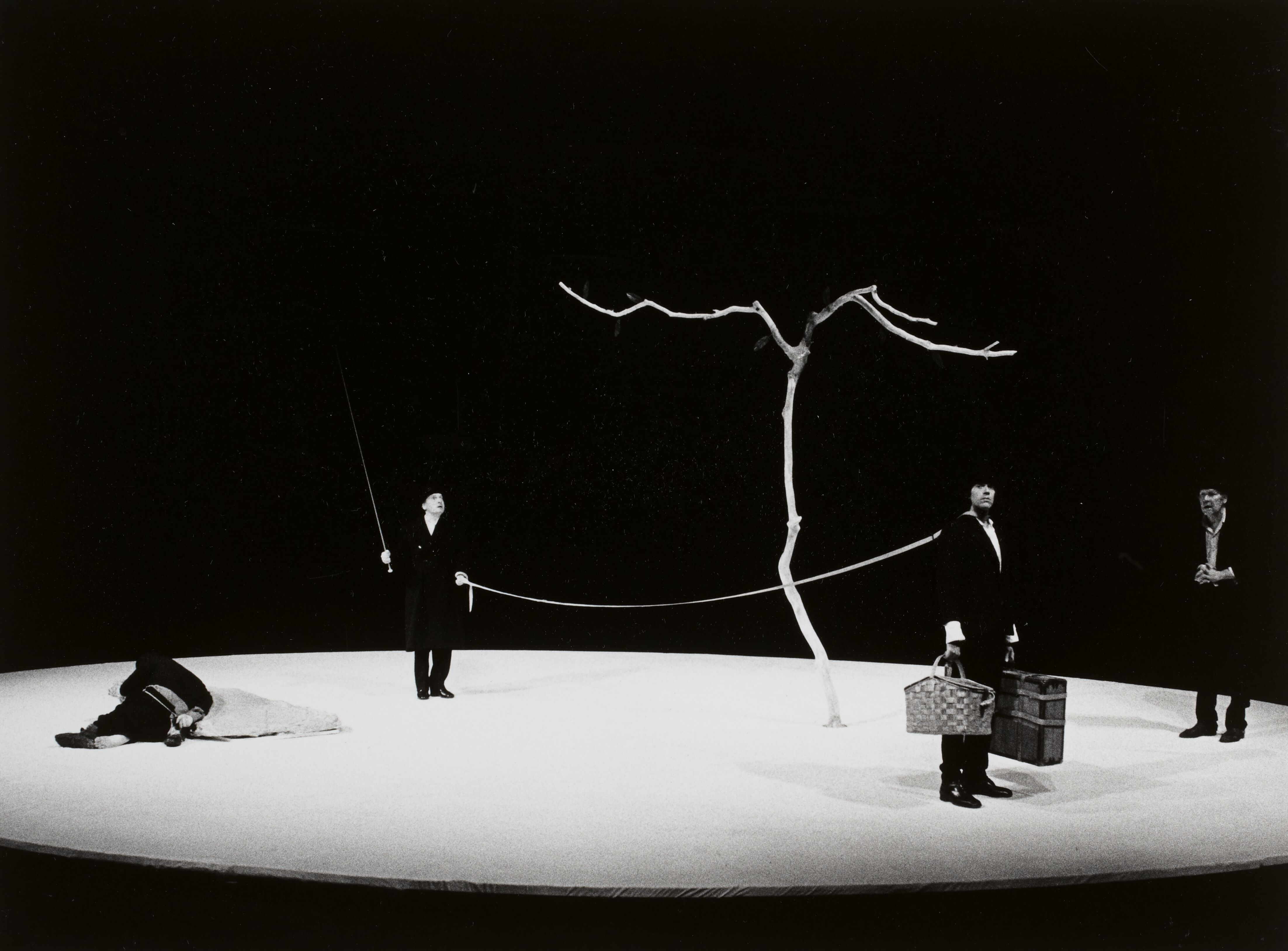
تُعد مسرحية في انتظار غودو واحدة من أبرز الأعمال التي تُعتبر بمثابة إعلان لمسرح العبث.

مسرح العبث (بالفرنسية: théâtre de l'absurde) هو تيار مسرحي نشأ في فترة ما بعد الحرب العالمية الثانية، يُجسد في نصوصه وأسلوبه حالة الفوضى واللا معنى التي تميزت بها تلك الحقبة. يعبّر هذا المسرح عن الاغتراب الإنساني وفقدان الهدف في عالم حسبهم يفتقر إلى النظام أو الغاية. يعتمد هذا النوع من المسرحيات على شخصيات وأحداث غريبة وغير منطقية تعكس تفكك الروابط البشرية وعجز اللغة عن إيصال المعنى.
ما يميز هذا المسرح هو البنية الدائرية للأحداث، حيث تبدأ المسرحية وتنتهي عند نفس النقطة، مما يعكس انعدام التقدم أو الحل. يُستبدل المنطق والتسلسل العقلاني بخطاب عشوائي وغير مترابط، ليصل في النهاية إلى حالة من الصمت المطبق، كأن الصمت هو التعبير الأصدق عن حالة العبث والضياع.
هذا الأسلوب المسرحي لا يسعى إلى تقديم إجابات أو حلول، بل يطرح أسئلة وجودية عميقة حول معنى الحياة، الهدف، والتواصل الإنساني، مما يجعله انعكاسًا مباشرًا لقلق الإنسان في العصر الحديث ومن أعلام هذه المدرسة ألبرت كامو وصموئيل بيكيت.

## البدايات
لقد كان أول ظهور لهذه المجموعة في فرنسا في الثلاثينات من القرن العشرين وحينها قدموا نمطاً جديداً من الدراما المتمردة على الواقع، فجددوا في شكل المسرحية ومضمونها. بدأ مسرح العبث ظهوره في أوائل الخمسينات من القرن العشرين، وبالذات في العام 1953 عندما نشر الفرنسي الموطن والإيرلندي الأصل صموئيل بيكيت (1906-1989 بمسرحية سماها في انتظار غودو اتسمت بغموض الفكرة وعدم وجود عقده تقليدية، وانعدام الحل لما عرضته المسرحية فكانت رمزية مبهمة للغاية ولوحظ قله عدد المسرحيين الذين مثلوها وكان الزمان والمكان محدودين تقريباً وتركت المسرحية سؤالاً طالما راود النقاد البحث عن المعنى. توفي صموئيل بيكيت عام 1989م تاركاً وراءه الكثير من الحديث والجدل عن غودو.
من هو؟ هل سيصل؟ متى سيصل؟ ماذا سيفعل أو يقدم؟ وحتى هذه اللحظة فإن الجدل السائد بين النقاد هو أن غودو لن يصل. لقد ترك صموئيل بيكيت خلفه ظاهرة أدبية وفنية مهمة ومؤثرة ومثيرة للجدل اسمها العبث أو اللامعقول، وكان رائد هذه الجماعة التي ثارت على كل ما هو مألوف سائرة في طريق العبث دون اهتمام بعامل الزمن. لم يكن العبثيون في واقع أمرهم مدرسة أو جماعة وإنما مجموعة من المفكرين والكتاب غلبت على مشاعرهم وأحاسيسهم صفات تشابهت وظهرت في كل كتاباتهم الأدبية خاصة في المسرحية منها. لقد جاء تمرد العبثيين على المدرسة التقليدية العريقة التي أرسى قواعدها أرسطو حينما وضع أسس النقد الأدبي للمسرحية الجيدة ومحدد عناصر نجاحها في ثلاثة هي: الزمان والمكان والحدث. العبثيون بدورهم ضربوا عرض الحائط بأرسطو وكتاباته ومنهجه وكل تاريخ المسرح، فتنكروا للعناصر الثلاثة المذكورة وقرروا أن تكون كتاباتهم في مكان محدود جداً كشجرة (مسرحية في انتظار غودو) أو كغرفة (مسرحية الغرفة) أو كرسي (كمسرحية الكراسي)، وجعلوا عنصر الزمن غير ذي أهمية تذكر أما العقدة أو الحدث فلم يجعلوا لها وجوداً في مسرحياتهم. وإضافة إلى ذلك فقد عادوا بالمسرحية الفصل الواحد والعدد المحدود من الشخصيات.
أهم ما في مسرح العبث بعيداً عن الزمان والمكان والحبكة هو الحوار، لكن ذلك الحوار كان غامضاً مبهماً مبتوراً تعوزه الموضوعية والترابط والتجانس. كل شخوص المسرحية تتحدث دون أن يتمكن أحد منهم من فهم الآخر! ولا من توصيل رسالته للآخر. الحوار دائماً مبتور ولا تستطيع الشخصيات توصيل رسائلها، وقد بالغ كتاب العبث فجعلوا بعض الشخصيات تتكلم ربما كلمة أو كلمتين عند نهاية المسرحية تلخص السخط العام والغضب الشديد، ثم يصل بنا هارولد بنتر إلى ما هو أصعب من ذلك فنراه يقدم لنا شخصية الأخرس كشخصية رئيسية في مسرحية حملت اسمه (النادل الأخرس).
تعتبر حركة العبث أو اللامعقول والتي سميت بأكثر من مسمى مثل الكوميديا المظلمة وكوميديا المخاطر ومسرح اللاتوصيل امتداداً لحركات أدبية مختلفة ظهرت لفترات قصيرة في بدايات القرن العشرين زمنها على سبيل المثال السريالية، وهي حركة أدبية فنية عبرت بقوة عن غضب الشباب من التقاليد السائدة في تلك الفترة، ثم حركة الشباب الغاضب وهي أيضاً حركة فنية أدبية يدل اسمها على الكثير من طريقة تفكير أصحابها بل ومن أشهر مسرحياتهم (أنظر خلفك في غضب) تعبيراً عن غضبهم من الحروب العالمية ونتائجها غير الإنسانية. لقد ازدهرت هذه الحركات التي عبرت عن مفاهيم ثائرة على القيم الفنية والأدبية في القرن العشرين، وكان ظهورها واضحاً جلياً بعد الحروب العالمية في محاولة للتعبير الصارخ عن التمرد الاجتماعي على الحروب الدامية وما فيها من مصائب وما تبعها من ويلات وأهوال، وما خلفته من القتلى والجرحى والدمار.
ازدهر العبثيون في الخمسينات من القرن العشرين وبدت مسرحياتهم للقارئ العادي وكأنها بلا خطة، وبلا هدف، كما أن نهاياتها غير واضحة المعالم وغير محددة وتعطي انطباعاً أو شعوراً بأن مصير الإنسانية غير معروف، ولا هدف له، وتجدر الإشارة إلى أن رائد العبثيين صموئيل بيكيت حاز على جائزة نوبل للآداب لما قدمه من جديد في عالم الأدب، ومن أبرز كتاب العبث يوجين يونيسكو البلغاري الذي كتب مثل بيكيت بالفرنسية، وآرثر أداموف الروسي، وجان جينيه الفرنسي ثم هارولد بنتر الإنجليزي ثم هناك زميل ثان تمثل في سمبسون الإنجليزي وادوارد البي الأمريكي وتوم ستوبارد الإنجليزي ، ثم جاء المخرج السينمائي و الكاتب المسرحي الاسباني فرناندو ارابال و الذي اضاف لمسرح العبث من الاعمال الهامة ما يكفي كمسرحية (فاندو و ليز) و ( المهندس و امبراطور آشور) و قد قدم شكلاً مختلفاً للعبث ، قام فيه بتوضيح المدرسة العبثية و تفاصيلها ، كما اكد على طبيعة شخصياتها المتناقضة و المترابطة رغم اختلافاتها .كل هؤلاء الكتاب و الفلاسفة و الفنانين هم أصحاب الأفكار التي تقرر الشكل والمحتوى في المسرحية.
من أهم السمات العامة لمسرح العبث قلة عدد شخوص المسرحية التي غالباً ما تدور أحداثها في مكان ضيق أو محدود جداً كغرفة مثلاً، وعلى سبيل المثال نرى كل مسرحيات هارولد بنتر تدور أحداثها داخل غرفة، والغرفة عادة مظلمة موحشة أو باردة ورطبة، لا يشعر من يعيش فيها براحة ولا باستقرار ولا بأمان على الإطلاق ويظل قلقاً دوماً والغرفة وفيها يخاف من بداخلها من كل شيء خارج فهي مصدر قلق لعدم ملاءمتها وفي الوقت نفسه ملجأ حماية من مخاطر خارجية محدقة دوماً، ودور المرآة في مسرح العبث يكون دوماً أقل أهمية من دور الرجل وتكون المرآة أكثر كآبة من الرجل لما تعانيه من اضطهاد اجتماعي واضح كما ونرى الغرفة في مسرحيات يوجين يونسكو إن كان لها مفهوم آخر فهي تبعث على الاطمئنان النسبي لأنها ملجأ ضد الأخطار الخارجية ووسيلة حماية لشخصيات المسرحية، والضوء الخافت أو العتمة والرطوبة العالية من سمات المكان في المسرح العبثي، كما أن اللغة فيها تكرار في الموقف الواحد وهذا التراكم الكمي من الأسباب يعطي مدلولات واضحة للخوف وعدم الطمأنينة والقلق الدائم، تلك العناصر التي تؤدي إلى غياب التفريق بين الوهم والحقيقة، وتؤدي أيضاً إلى عدم ثقة الشخصيات في المسرحية ببعضها البعض كما أنها تبين بما لا يدع مجالا للشك غياب الحلول الفعلية لمشاكل كثيرة، وعدم القدرة على مواجهة الأمر الواقع مع حيرة مستمرة وقلق متواصل وخوف متجدد من ماهية المستقبل وكيف سيكون.

## أهمية مسرح العبث الأوروبيون
يعتبر مسرح العبث مهماً للغاية عند الأوروبيون لأنه يعكس واقعهم الاجتماعي المؤلم، ومن أهم المشكلات التي يعرض لها، معضلة الفردية، فالأوروبي يعيش رغم حضارته المادية والتقدم العلمي، إلا أنه يعاني من فرديته وانعزاليته نتيجة لعدم قدرته على بناء علاقات إنسانية اجتماعية أساسية ورصينة مع الآخرين. لقد أثرت الحرب العالمية الأولى والثانية على تفائل عصر التنوير وإعادة مستوى طموح الرقي الأخلاقي إلى نفس مستوى العصور المظلمة للإنسان فتكشفت حياة الإنسان بالنسبة لبعض الأدباء إلى انها عبث محض يكاد يكون لا رجاء فيه. على أي حال فما زال هناك من النقاد من يعتقد بأن مسرح اللامعقول يتجه نحو حبكة واضحة المعالم، وأنه إذا أريد لهذا المسرح أن يكون شيئاًً فلا بد له من الخروج من دائرة اللاشيء متجها نحو مواضيع فنية وسياسية وأدبية واجتماعية ودينية أكثر وضوحاً لكن المهم هنا هو أنه إذا ما غير مسرح العبث توجهاته وشكله ومضمونه فإنه سينتهي كفكرة ومضمون ومغزى. أهم ما قدمه لنا هذا اللون الجديد من الدراما هو دراسة نفسية وفكرية لأوروبا الحديثة وانعزالية الإنسان فيها، وفشله في بناء علاقات اجتماعية، فالمادة هناك هي المقياس الأول وهي المعيار والمحك، ومع هذا الوجود المادي العنيف تضاءلت قيم اجتماعية وتلاشت أخرى. في الختام أود أن أسجل حقيقتين أولاهما أنه لم يبق من العبثيين سوى هارولد بنتر الذي لم يضف أي عمل مسرحي منذ سنوات وتفرغ لكتابة المقال، وثانيهما أن بدايات القرن الحادي والعشرين شهدت تقييماً للنتاج المسرحي في القرن الماضي فاعتبر النقاد مسرحية صموئيل بيكيت (في انتظار غودو) أفضل مسرحية كتبت في القرن العشرين.